# 皮斯基-拉迪基夫斯基
49°16′1″N 37°36′33″E / 49.26694°N 37.60917°E
皮斯基-拉迪基夫斯基（羅馬化：Pisky-Radkivski）是位於烏克蘭東部的村莊，由哈爾科夫州伊久姆區的博罗瓦市镇負責管轄。該村始建於1775年，面積8.53平方公里，海拔高度90米，人口1,966，人口密度每平方公里293.8人。
2022年俄罗斯入侵乌克兰期间當地一度被俄罗斯军队佔領，同年9月底當地被乌克兰军队收复。